# 大倶利伽羅広光
大倶利伽羅広光（おおくりからひろみつ）は、南北朝時代に作られたとされる日本刀（太刀 / 打刀）である。日本の重要美術品に認定されており、個人が所蔵する。

## 概要
鎌倉時代から南北朝時代にかけて活躍した刀工・広光によって作られた太刀である。広光は正宗の門人とも、実子あるいは養子であるとも伝えられており、相模国鎌倉で活動していた相州伝の代表的な刀匠として知られる。
大倶利伽羅広光という名前の由来は、刀身に倶利伽羅龍（倶利伽羅剣に絡みつく龍）が彫られていることから由来する。倶利伽羅龍は龍神または不動明王が転じた化身の姿であり、不動明王が使う神通力を龍の姿で表しているとされる。倶利伽羅龍はすべての煩悩や怒りを鎮め、消滅させる力があると言われており悪を屈服させるという意味を持っている。元々は三尺（約90センチメートル）余りの太刀であったとされているが、大磨上げ（おおすりあげ、長大な太刀の茎を元々の銘が無くなるほど切り縮めて刀身全体を短く仕立て直すこと）が行われたことにより、今は二尺二寸三分（約67.6センチメートル）となっている。なお、磨り上げが行われた時期については、錆の分析などを行った結果戦国時代後期に行われたと考えられる。
当初の来歴は不明であるが、仙台藩が徳川将軍家より江戸城石垣の普請の命を下され、1621年（元和6年）に石垣が完成した際に伊達政宗へ褒賞として贈られたものとされる。ただし、当時政宗は仙台に居たため、刀の拝受は江戸城にて徳川秀忠から二代藩主である忠宗に渡された。
政宗が拝領した時点で50枚の小札が付いていたが、1778年（安永7年）12月には100枚の小札に格上げされた。以後、幕末にかけて仙台藩の江戸屋敷に保管されていた。明治維新以降も伊達家に伝来し続け、1884年（明治17年）8月には仙台から東京に移されて関東大震災に罹災するも損傷を受けなかった。1934年（昭和9年）12月20日に伊達興宗伯爵の名義にて重要美術品に認定された。しかし、戦後に入り伊達家の所有を離れている。1964年（昭和39年）頃には東京の愛刀家が所持していたとされる。2019年現在は個人所有となっており、大阪府茨木市にある日本刀剣博物技術研究財団が保存に関与している。

## 作風

### 刀身
1687年（貞享4年）3月29日には、研磨のために本阿弥家に出されており、その際に刃長を測定したところ2尺2寸2分5厘（約67.4センチメートル強）と記録されている。後に『享保名物帳』に記録された際にも同様の長さで記録されているが、一方で伊達家側の記録では2尺2寸3分（約67.6センチメートル）と記録されている。鍛えは大板目、刃文（はもん）は、直刀調の小乱れであり盛んに刃縁がほつれる。
佩き表に倶利伽羅竜が彫られているが、裏には腰樋と添え樋があるだけである。彫の中にわずかに有る錆を分析したところ、刀身と同じくらいの年代であったことから作刀と同時期に彫られたものと思われる。

### 外装
元々は拵えが付いており、1681年（延宝9年）3月7日付け折り紙にて、後藤光乗作の目貫（めぬき、柄にある目釘穴を隠す装飾具）は代金6枚、後藤宗乗作の小柄（こつか、日本刀に付属する小刀）は代金3枚と評価された刀装具が付属していた。